# Stenotarsus rotundus
Stenotarsus rotundus es una especie de coleóptero de la familia Endomychidae.

## Distribución geográfica
Habita en Panamá.